# Marie Cabanillas
Marie Cabanillas (Villa Carlos Paz, 15 août 1821 - San Vicente, 25 août 1885) est une religieuse argentine fondatrice des missionnaires franciscaines. Elle est reconnue bienheureuse par l'Église catholique.

## Biographie
Elle naît en Argentine en 1821, son père était un émigré originaire de Valence. Elle fait ses études initiales à domicile et termine ses études à Córdoba. C'est là qu'elle s'occupe de son frère séminariste jusqu'à son ordination en 1853. La mort de son père en 1850 pousse sa mère et ses frères à s'installer à Córdoba. Là, elle aide sa mère aux tâches ménagères et s'occupe de ses frères, elle œuvre aussi comme catéchiste et rend visite aux pauvres et aux malades. La mort de sa mère le 13 avril 1858 la fait réfléchir sur sa vocation religieuse et rejoint Tiers-Ordre franciscain à l'âge de 37 ans en 1859,.
En 1871, elle rencontre Isidora Ponce de León, qui est en train de fonder un couvent de carmélites dans la capitale. En 1872, elle s'installe à Buenos Aires et entre au couvent le 19 mars 1873 mais est contrainte de partir en avril 1874 en raison de problèmes de santé. En septembre suivant, elle entre au couvent des sœurs de la Visitation à Montevideo, mais le quitte quelques mois plus tard à la suite de nouveaux ennuis de santé,.
Elle décide de créer un institut axé sur l'éducation et l'assistance pastorale à l'intention des pauvres et des orphelins. Les franciscains l'encouragent et le père Augustin Garzón lui offre une maison pour s'installer et lui promet également son aide. Il obtint l'approbation de son projet le 8 décembre 1878. Elle fonde sa congrégation avec Thérèse Fronteras et Brigitte Moyano, avec  Quirico Porecca comme directeur spirituel. Elles font leur profession religieuse le 2 février 1879 et l'institut des « sœurs tertiaires missionnaires franciscaines d'Argentine », dédié à l'éducation et à l'assistance des enfants. Sa communauté est rattachée à l'Ordre des Frères mineurs le 28 janvier 1880. Mère Cabanillas décède le 25 août 1885 à cause de sa santé précaire,.
Le procès de béatification débute en 1969, elle est reconnue vénérable le 28 juin 1999 par le pape Jean-Paul II, le même pape la béatifie le 14 avril 2002.